# Adam Herszaft
Adam Herszaft (auch Abram, geboren 20. April 1886 in Warschau, Russisches Kaiserreich; gestorben 1942 im Vernichtungslager Treblinka) war ein polnischer Grafiker und Maler.  

## Leben
Adam Herszaft studierte Malerei an der Akademie der Bildenden Künste Warschau und 1907 bis 1911 in Paris an der École des Beaux-Arts. Er machte mehrere Kunstreisen durch Italien, Frankreich, Deutschland und Österreich. Ab 1928 arbeitete er in Łódź, ab 1935 in Kattowitz. Er schrieb Kunstkritiken für polnische und jüdische Zeitungen. Er war Mitglied der Gesellschaft zur Förderung der schönen Künste in Warschau.

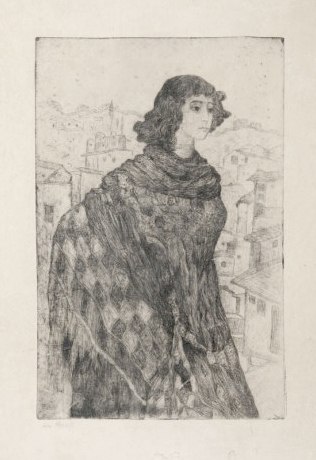

Herszaft wurde 1940 von den Deutschen im Warschauer Ghetto inhaftiert, das Ringelblum-Archiv vermerkte unter dem 1. Februar des Jahres, dass sein Atelier und die seltenen Aquarelle vernichtet seien. 1942 wurde er in das Vernichtungslager  Treblinka deportiert, wo er ermordet wurde.
Seine 1905 geborene Schwester Elżbieta Kowalewska überlebte die Judenverfolgung, der polnische Schauspieler Krzysztof Kowalewski war ein Neffe Herszafts.